# ボア・ヴィスタ島
ボア・ヴィスタ島 （Boa Vista）は、カーボベルデに属する、バルラヴェント諸島を構成する島の1つである。ウミガメ、伝統音楽、ウルトラマラソン、そして砂丘と砂浜で知られる。ボア・ヴィスタとはポルトガル語で「良い眺め」を意味する。人口3,353人。

## 地理

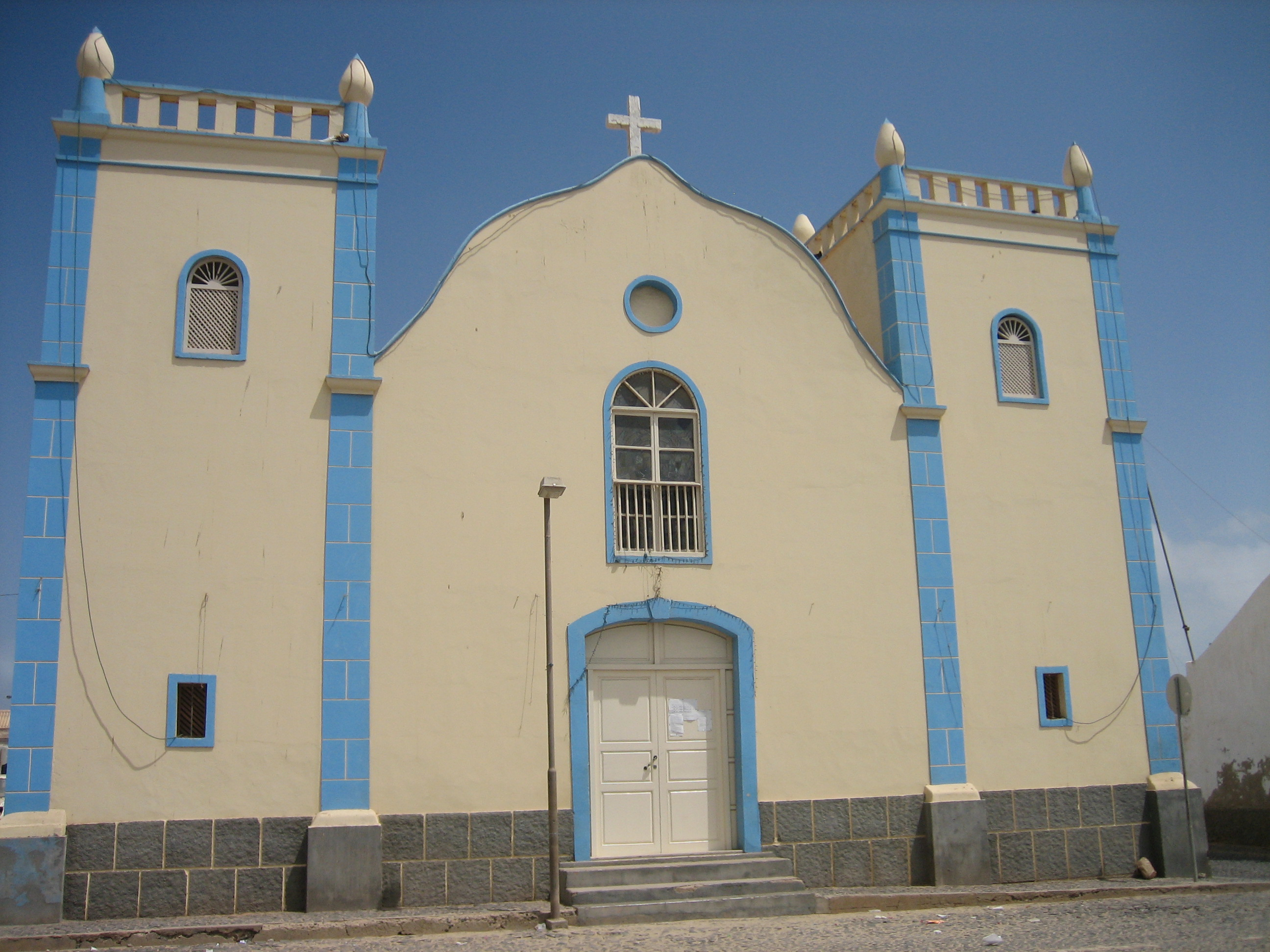
サル・レイの町に存在するサンタ・イサベル教会

カーボベルデで第3位の面積を持つボア・ヴィスタは、アフリカ大陸沿岸から455キロメートル西に位置する。島のほとんどは平坦である。最高地点は、エシュタンシア山の387メートルである。そのほか、サント・アントーニオ山、ネグロ山がある。フェリー港があり、アリスティデス・ペレイラ国際空港があるサル・レイがボア・ヴィスタ島の主要な町である。
島周辺の小島には、西の灯台のあるサル・レイ島、カーボベルデの最東端であるバルアテ島がある。北の岬はポンタ・アントーニアである。
島はマカロネシアのエコリージョンに属する砂丘が発達している乾燥地域であり、塩生植物、ギョリュウ属およびココヤシを含むヤシなどの植物が生え、ハシナガヒバリ、クロオビスナヒバリ、ズグロスズメヒバリ、ミユビシギ、オオソリハシシギ、スペインスズメ、ケープベルデセアカスズメ、ケープベルデオオミズナギドリ、ケープベルデウミツバメなどの鳥類およびアカウミガメが生息している。西部にあるラグーンのラビル・ラグーンと南東部のクラル・ヴェーリョ島および周辺海岸重要野鳥生息地はラムサール条約登録地である。

## 自治体
- バフレイラ（ポルトガル語版）
- カベサ・ドス・タラフェス（ポルトガル語版）
- クラル・ヴェーリョ（ポルトガル語版）
- エルヴァタン（ポルトガル語版）
- エスピンゲイラ（ポルトガル語版）
- エスタンシア・デ・バイショ（ポルトガル語版）
- フンド・ダス・フィゲイラス（ポルトガル語版）
- ガタ（ポルトガル語版）
- ジョアン・バレイロ（ポルトガル語版）
- ジョアン・ガレゴ（ポルトガル語版）
- ポヴォアサン・ヴェーリャ（ポルトガル語版）
- ラビル（ポルトガル語版）
- サル・レイ
- サント・ティルソ

## 人口
島の人口は、ほとんどがサル・レイの町で生活している。多くの自治体が、10人から100人程度の小規模なものである。そのほかは既に無人となっている。カーボベルデの有人島のうちで最も人口が少なく、人口密度も低い島である。
| 年     | 人口   |
| ------ | ------ |
| 1940年 | 2,779  |
| 1950年 | 2,985  |
| 1960年 | 3,263  |
| 1970年 | 3,569  |
| 1980年 | 3,372  |
| 1990年 | 3,452  |
| 2000年 | 4,193  |
| 2010年 | 8,554  |
| 2015年 | 14,451 |

## 経済
経済は元来農業を基盤としてきたが、砂漠化が進行して塩の採取が最重要の産業となっている。今日の主要産業は、ナツメヤシ栽培と観光である。

## ギャラリー

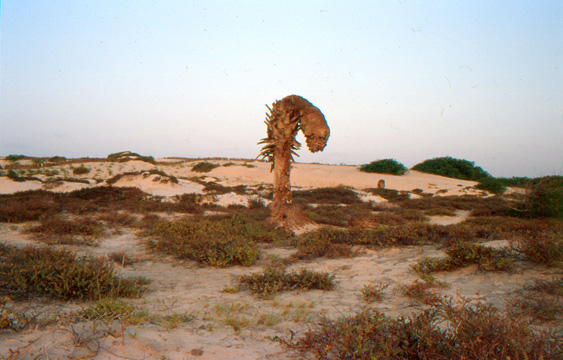
ボア・ヴィスタ島
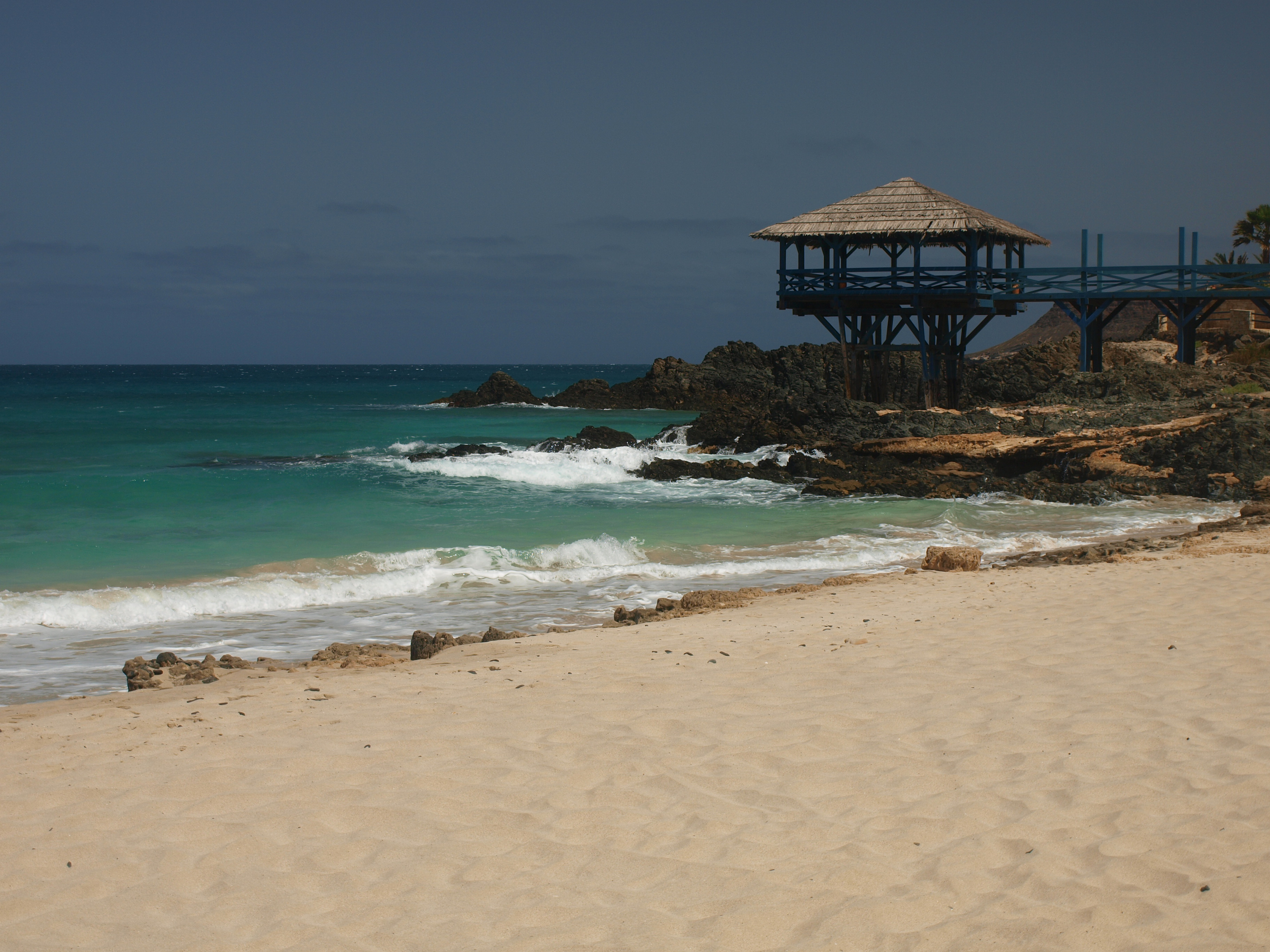
プライア・デ・カブラル（英語版）
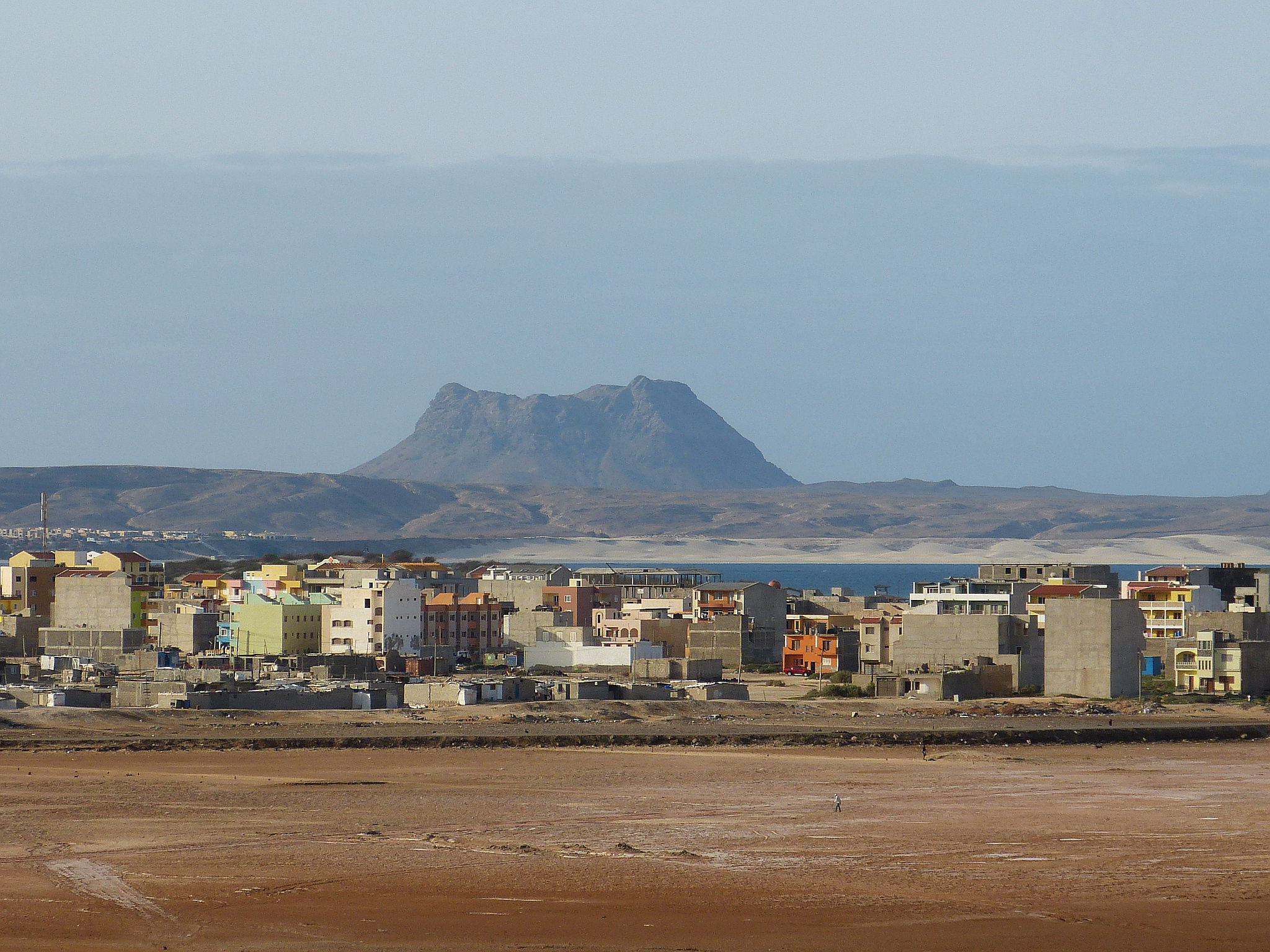
サル・レイ
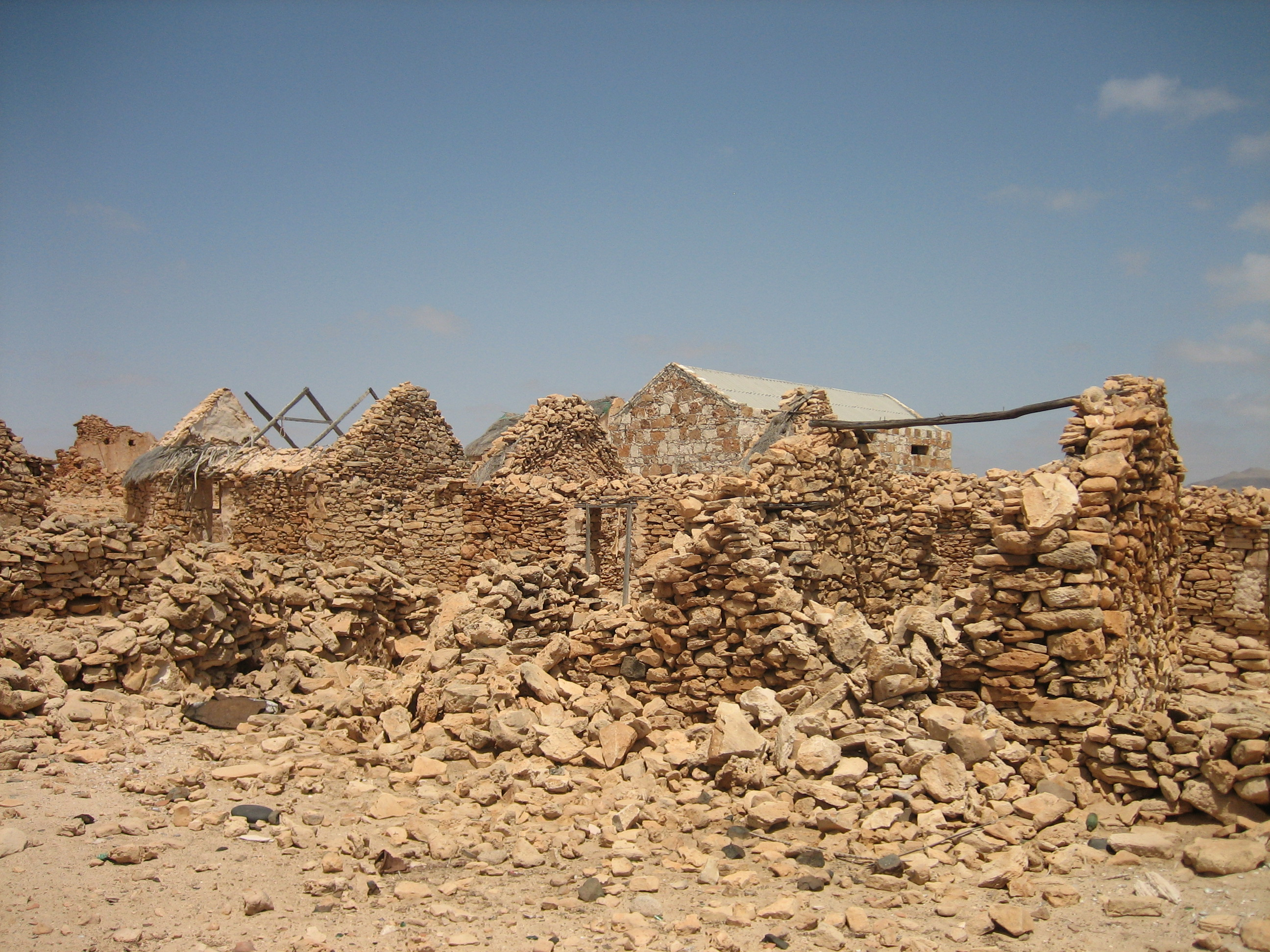
クラル・ヴェーリョ（ポルトガル語版）村
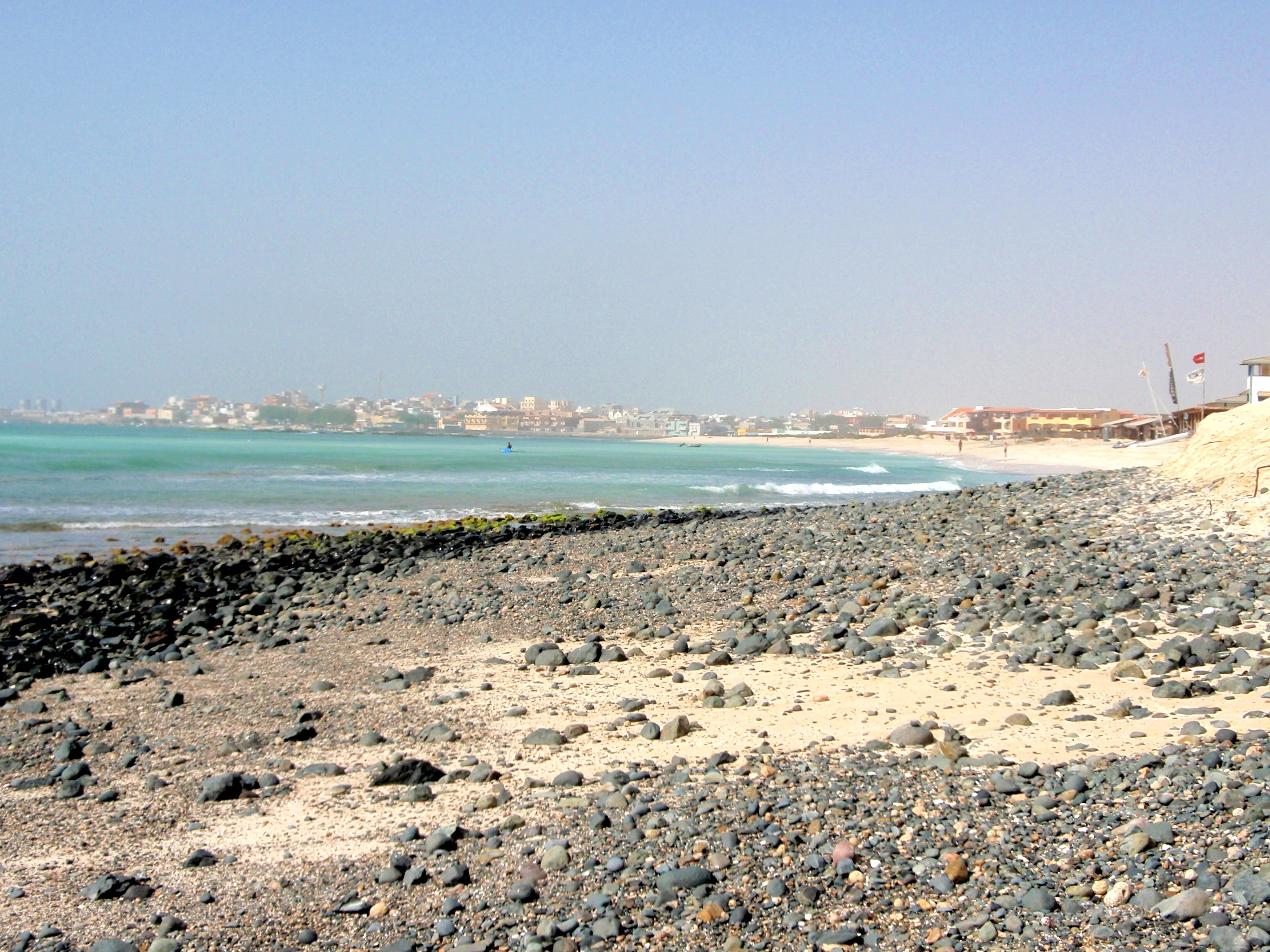
サル・レイ海岸

## 出身者
- アリスティデス・ペレイラ - カーボベルデ初代大統領
- ジェルマーノ・アルメイダ（ポルトガル語版） - カーボベルデの作家[6]